# 房州
房州，中国古代的州。在今湖北省境。
南北朝时，为新城郡地。西魏时，改为光迁国，县为光迁县。北周时，废光迁国，改名迁州。隋朝大业初年，改为房州，不久改为房陵郡，而光迁县不改。户七千一百六，下辖四县：光迁县、永清县、竹山县、上庸县。唐朝武德元年（618年），仍称迁州，下辖光迁县、永清县；竹山县、上庸县另设房州，新设武陵县（今湖北省竹山县保丰镇）。贞观十年（636年），迁州和房州合并改置房州，又改光迁县为房陵县，废除武陵县。户万四千四百二十二，口七万一千七百八。下辖四县：房陵县、永清县、竹山县、上庸县。天宝初年，亦曰房陵郡。乾元初年，复曰房州。五代沿袭。
宋朝仍为房州，別稱房陵郡。元朝时，属襄阳路。至正二年（1342年），省房陵县入州。明朝洪武八年（1375年），改州为县，属襄阳府。
唐朝房州刺史
- 权文诞（武德初年）
- 柳崇礼（贞观年间）
- 长孙龛（贞观年间）
- 柳楷（贞观年间）
- 房遗爱（652年—653年）
- 李忠（656年—660年）
- 李璠（总章年间）
- 薛瓘（671年）
- 李玚（唐高宗时）
- 崔敬嗣（垂拱初年）
- 姚元庆（690年）
- 张知謇（天授年间）
- 董玄质（武周时）
- 康希铣（武周末年）
- 潘翔（704年）
- 甘元琰（706年）
- 李重茂（714年）
- 卢照己（开元初年）
- 杜元起（开元前期）
- 柳约（开元前期）
- 裴令温（开元年间）
- 张景尚（开元年间）
- 韦景骏（729年—732年）
- 卢全操（735年）
- 李践由（开元末年）
- 萧策（唐玄宗时）
- 房陵郡太守
- 焦大冲（唐肃宗、代宗间）
- 张绹（大历年间）
- 李纵（784年—788年）
- 李位（796年）
- 崔述（796年—801年）
- 李逞（贞元年间）
- 薛公干（816年）
- 卢行简（837年）
- 张知实（会昌年间）
- 李匡文（唐昭宗时）
- 顾德昇（906年—907年）
- 窦药师
- 周克构
- 牛知业